# Pierre Thivolet
Pierre Thivolet est un journaliste français de radio et de télévision.

## Biographie
Diplômé d'HEC Paris, Pierre Thivolet est grand reporter à TF1 à Bonn en Allemagne dans les années 1980, où il vit la chute du mur de Berlin.
De septembre 1994 à septembre 1995, il est directeur adjoint de l'information de la chaîne franco-allemande Arte et il anime le magazine hebdomadaire Transit
À l'été 1996, il rejoint la station de radio Europe 1 pour remplacer Michel Field à la tête de Génération Europe 1 de 17 h à 20 h. Il anime plusieurs émissions d'interactivité avec les auditeurs. Pendant les saisons 1997/1998 et 1998/1999, il présente la tranche 18 h-20 h puis 18 h 30-20 h. Pendant la saison 1999/2000, il présente deux émissions hebdomadaires : Dessine-moi l'Europe, le samedi de 18 h 15 à 19 h, et Europe 1 sans frontières, missions humanitaires, le dimanche de 13 h 15 à 14 h. Pendant la saison 2000/2001, il poursuit Dessine-moi l'Europe, toujours le samedi de 18 h 15 à 19 h, et présente la case de 14 h à 16 h le dimanche. En 2001/2002, il présente Dialogue avec les auditeurs du lundi au vendredi de 19 h 15 à 20 h avec Élisabeth Martichoux. En 2002/2003, il présente, en solo cette fois, l'émission d'interactivité de 13 h 15 à 14 h du lundi au jeudi, ainsi que Dessine-moi l'Europe, le samedi de 18 h à 19 h.
Pendant l'été 2006, il présente l'émission de libre antenne Les auditeurs ont la parole et l'émission de débat On refait le monde sur RTL.
Au cours de l'été 2007, il présente l'émission À l'air libre du lundi au vendredi, entre 18 et 20 heures sur Europe 1, en remplacement de Pierre-Marie Christin.
En septembre 2007, Pierre Thivolet rejoint La Chaîne parlementaire. Brièvement directeur de la rédaction de septembre à novembre 2007, il a présenté jusqu'en février 2008[réf. souhaitée] en alternance avec Arnaud Ardoin, Ça vous regarde, une émission quotidienne et interactive consacrée à la politique.
De février 2008 à avril 2008, pendant la courte présidence de Gaston Flosse, Pierre Thivolet est directeur de la communication de la présidence de Polynésie française.[réf. souhaitée]
Pendant l'été 2011, il revient sur Europe 1 pour animer Europe 1 Soir entre 18 h et 20 h pendant les congés de Nicolas Poincaré[réf. nécessaire]. En juillet 2012, il anime Le Débat des grandes voix tous les samedis midi ainsi que Le forum citoyen tous les dimanches soir.

### Vie privée
Pierre Thivolet est père d'une fille et de deux garçons.[réf. souhaitée]